# NGC 26
NGC 26 (ook wel PGC 732, UGC 94, IRAS00078+2533, MCG 4-1-34, KUG 0007+255, ZWG 477.64 of ZWG 478.36) is een spiraalvormig sterrenstelsel in het sterrenbeeld Pegasus.
NGC 26 werd op 14 september 1865 ontdekt door de Duits-Deense astronoom Heinrich Louis d’Arrest.